# 日置川町

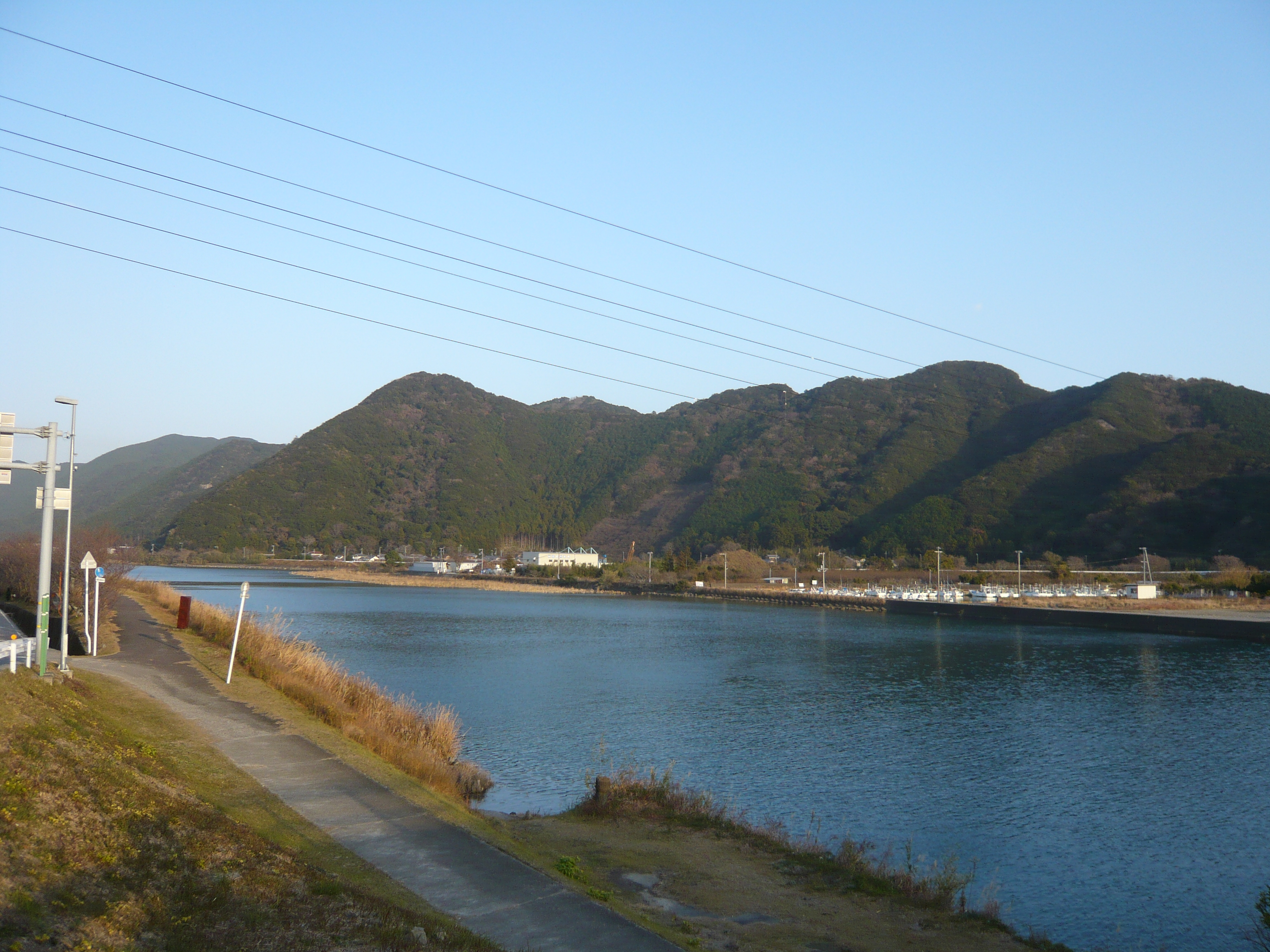
日置川。日置川大橋西側より撮影

日置川町（ひきがわちょう）は、和歌山県西牟婁郡にあった町で、2006年3月1日に隣接する白浜町と合併した。

## 地理
日置川町は紀伊半島の西側に位置していた。町域は日置川に沿って東西方向に伸びており、西は太平洋に面し、東は紀伊半島中部の山岳地帯にあたっていた。この町は日置川の中・下流域を占めていたが、日置川が曲流著しく渓谷を成していたため、平地は河口部を除きほぼ皆無であった。
中心集落は日置。この集落は日置川河口付近、町内でも希少な平地に位置し、古来よりこの日置川流域からの木材などの集散地として栄えていた。上流からきた木材はこの日置で一度集められ、それを日置の港に寄った船が運び出していたのである。
山としては高瀬山（標高340m）、米山（標高423m）、白浜町との境に位置する塩津山（標高516m）および行徳山（標高458m）および弰山（標高484m）、田辺市（旧大塔村）および古座川町との境にある大森山（標高841m、和歌山県で70番目に高い）、これも田辺市（旧大塔村）との境にある将軍山（標高748m、和歌山県で96番目の高さ）、当町東部にそびえる三舞山（標高490m）があり、川としては先述の日置川のほかに将軍川などがあった。

### 隣接する自治体
同郡上富田町が、西方に田辺市（旧西牟婁郡大塔村）が、南方に西牟婁郡すさみ町があった。東側でほんの一部の地域のみ、東牟婁郡古座川町に接していた。

## 歴史
日置川町の中心部たる日置集落は、古来より日置川の上中流部からの木材集散地として栄えていた。

### 沿革
- 1956年（昭和31年）7月1日 - 川添村、三舞村及び日置町が合併して、日置川町が発足する。
- 2006年（平成18年）3月1日 - 白浜町及び日置川町が合併して、改めて白浜町が発足する。

## 行政
最後の町長は前義郎（まえ よしろう）であった（1996年7月18日に就任したあと2006年3月1日に白浜町と合併）。

## 経済
1995年の統計によると
第一次産業就業人数は397名、
第二次産業就業人数は630名、
第三次産業就業人数は1,077名
であった。

### 産業
日置川の上流部では炭を産するなど林業のようなことも盛んであった。また川添茶やレタスなど換金作物の栽培も行われていた。

### 原子力発電所誘致問題
和歌山南部地域（紀南地域）の自治体は、高度経済成長期以降は人口・ならびに税収の減少という深刻な問題を抱えている。一方で、近畿地方の都市部における電力需要は、近年も増大の一途をたどっている。
こうした中、関西電力は1976年に、日置川町内に原発建設を前提とした用地購入を行なった。これを受けて、補助金等の交付による財政の改善を謳う誘致賛成派と、万一の、あるいは軽微な放射能漏れ事故を懸念する誘致反対派とに分かれ、町民同士が対立するという事態が発生した。反原発派の三倉重夫は1976年の町長選で選挙事務長を務め反対派の町長の当選に貢献したが、その後その町長は推進派に鞍替えしたため、1988年の選挙では三倉自身が町長選に立候補し当選した。三倉の意思により、日置川町の長期計画から「原発誘致」の文字が無くなった。またこの「反原発」の流れは、その後の町長である前義郎にも引き継がれた。
そして2005年2月18日付で、経済産業省の資源エネルギー庁からの通達を受け、電源開発促進重要地点としての指定が、正式に日置川町から外れることとなった。

## 姉妹都市・提携都市
なし

## スポーツ
国体が和歌山県で開催されたとき、テニス会場に選ばれたため町内には立派なテニスコートがあり、旧日置川町はテニスの町とされていた。

## 教育
町内には小学校6校、中学校3校があった。高等学校、大学等はなかった。以下は、日置川町当時の学校名と住所である。
- 中学校
  - 日置川町立川添中学校（かわぞえちゅうがっこう、日置川町市鹿野1166、）
  - 日置川町立日置中学校（ひきちゅうがっこう、日置川町日置979、）
  - 日置川町立三舞中学校（みまいちゅうがっこう、日置川町安居635）
- 小学校
  - 日置川町立市鹿野小学校（いちかのしょうがっこう、日置川町市鹿野1104）
  - 日置川町立玉伝小学校（たまでしょうがっこう、日置川町大42、）
  - 日置川町立日置小学校（ひきしょうがっこう、日置川町日置979、）
  - 日置川町立安宅小学校（あたぎしょうがっこう、日置川町安宅217）
  - 日置川町立安居小学校（あごしょうがっこう、日置川町安居626）
  - 日置川町立田野井小学校（たのいしょうがっこう、日置川町田野井524）

## 交通

### 鉄道
町の西部には西日本旅客鉄道（JR西日本）紀勢本線（きのくに線）が走っていた。旧町域内唯一の鉄道駅は紀伊日置駅（無人駅）で、普通列車のみが停車する。町の中心部から2kmほど離れていた。
- 西日本旅客鉄道（JR西日本）
  - 紀勢本線（きのくに線）：紀伊日置駅

### 道路
- 一般国道
  - 国道42号 - 町内南部を通っている。道の駅志原海岸があり、日置川町長が駅長を務めていた。
- 県道
  - 和歌山県道36号上富田すさみ線
  - 和歌山県道37号日置川大塔線
  - 和歌山県道221号市鹿野鮎川線
  - 和歌山県道223号日置港線
  - 和歌山県道243号日置川すさみ線
  - 和歌山県道801号白浜日置川自転車道線

## 名所・旧跡・観光スポット・祭事・催事
町のキャッチフレーズは「鮎とテニスの町」であり、初夏から秋にかけての日置川ではアユ釣りが盛んであった。シーズン最盛期には、週末になると近畿圏一円から、釣り人達が当地を自家用車で訪れ、釣具メーカー・釣り雑誌主催によるアユ釣り大会も行なわれていた。このため日置川流域一帯には、釣り客向けの民宿が多数あった。

### 観光スポット
- 熊野古道（大辺路ルート・富田坂と仏坂）
- 市江崎灯台
- 市江地蔵院 - 元禄年間に漁師の網にかかった石の地蔵を本尊とすると伝わる。
- 日置川峡
- 八草の滝（はそのたき）
- 祝の滝
- 日の出神社 - 紀伊半島でもかなり歴史のある部類に属する神社である。
- 志原海岸 - 道の駅志原海岸を参照。
- 安宅本城址 - 享禄年間に安宅河内守（あたぎかわちのかみ）が築く。この城を拠点に、安宅氏は熊野水軍を築いた。
- 土井城址
- 中山城址
- 八幡山城址 - 安宅氏の次郎太夫定俊の居城。
- 勝山城址
- 古武関城址
- 大野城址
- 大向出城址
- 宝勝寺 - 安宅一族の墓あり
- 熊野十二神社
- 医王山令薬寺 - 臨済宗の寺で1527年建立。1660年再建立、1753年再々建立。本尊は11世紀前半のものと伝わる薬師如来像。
- 小山肆成生家
- 安居用水
水の利に恵まれなかった寺山村と安居村を救うため天明の大飢饉の後に安居村の庄屋であった鈴木七右衛門重秋が私財を投げ打ち273mもの暗渠により金毘羅山という山の向こうから水を引いた。この工事には7年もの年月を要したが、以後二つの村では水に苦労することがなくなったという。
- 向平キャンプ場

### 催事
- 南紀日置川リバーサイドマラソン大会
- 日の出神社祭礼

### 温泉
- えびね温泉（紹介ページ - ウェイバックマシン（2003年12月9日アーカイブ分））
- 渚の湯（リヴァージュ・スパ ひきがわ内施設・外来利用可）

## 出身著名人
- 小山肆成 - 天然痘ワクチンの開発者。当町久木集落には今でもその生家が残る。